# Acrocephalus rimitarae
El carricero de Rimatara (Acrocephalus rimitarae)  es una especie de ave paseriforme de la familia Acrocephalidae endémica de la isla de Rimatara, de la Polinesia Francesa en el Océano Pacífico.

## Descripción
Mide 17 cm de largo, es un carricero bastante grande (un poco más pequeña que el carricero tordal) con un pico relativamente corto. Su dorso es color oliva y su vientre blanco amarillento. Tiene una línea de cejas amarillentas y una franja oscura, el ojo es oscuro, el pico es oscuro en su parte superior y córneo pálido desde abajo, sus patas son grises.

## Distribución y hábitat
Solo se le encuentra en la isla de Rimatara, en la Polinesia Francesa. Su hábitat natural son los bosque secos subtropicales y los pantanos.